# Jiřího z Poděbrad metróállomás
Jiřího z Poděbrad egy metróállomás Prágában a prágai A metró vonalán. Az állomás a fölötte elhelyezkedő azonos nevű térről kapta a nevét, amelyet I. György cseh király (csehül: Jiří z Kunštátu a Poděbrad) után neveztek el. Az állomást 1980. december 19-én adták át a Náměstí Míru és Želivského közötti szakasz részeként.

## Szomszédos állomások
A metróállomáshoz az alábbi állomások vannak a legközelebb:
- Náměstí Míru (Nemocnice Motol)
- Flora (Depo Hostivař)

## Átszállási kapcsolatok
| A (Nemocnice Motol ↔ Depo Hostivař) |                        |                         |
| Állomás                             | Átszállási kapcsolatok | Fontosabb létesítmények |
| Jířího z Poděbrad                   | 11, 13                 |                         |